# Heinrich Carl Hoyer
Heinrich Carl Hoyer (geboren 19. Juni 1849 in Delmenhorst, Großherzogtum Oldenburg; gestorben 5. August 1919 in Oldenburg (Oldb)) war ein deutscher Fabrikant und Abgeordneter des Oldenburger Landtags.

## Leben
Heinrich Carl Hoyer war ein Sohn des Bäckers Johann Heinrich Hoyer und der Metta Bartels. Er heiratete 1876 Louise Logemann, sie hatten einen Sohn. Hoyer wurde 1876 Zigarrenfabrikant in Delmenhorst. 
Hoyer wurde in den Stadtrat von Delmenhorst gewählt und war zeitweise Ratsvorsitzender. Hoyer war von 1887 bis 1902 Mitglied des Oldenburgischen Landtags. 
Hoyer war Gründer der ersten Sparkasse in Delmenhorst, er war von 1898 bis 1919 Aufsichtsratsmitglied der Oldenburgischen Spar- und Leihbank und zeitweise Mitglied der Verkehrskommission und der Steuerkommission des Allgemeinen Deutschen Handelstages. 